# Alberto Tiberti
Alberto Tiberti (Genova, 10 agosto 1911 – Alessandria, 7 aprile 1977) è stato un calciatore italiano, di ruolo centrocampista.

## Carriera
Ala, fino al 1931 giocò nel Pontedecimo. Giocò 31 partite di Serie B con il Perugia, realizzando 4 reti. Disputò successivamente 7 partite in Serie A, in un'epoca in cui non erano ammesse sostituzioni: 2 con la Juventus (il debutto vittorioso del 7 aprile 1935 contro il Livorno per 2-1, e la sconfitta del successivo 14 aprile in trasferta contro la Triestina per 2-1) e 5 con il Brescia, con cui il 5 gennaio 1936 sfidò la sua ex squadra nella sconfitta casalinga per 1-0. Concluse la carriera con Monza, Acqui e Asti.

## Palmarès
- Prima Divisione: 1

Perugia: 1931-1932 (girone E)
- Campionato italiano di Serie B: 1

Perugia: 1933-1934 (girone B)
- Campionato italiano: 1

Juventus: 1934-1935